# 代頓 (愛荷華州)
代頓（英語：Dayton）是一個位於美國愛荷華州韋伯斯特縣的城市。

## 地理
代頓的座標為42°15′46″N 94°04′09″W / 42.26278°N 94.06917°W，而該地的平均海拔高度為342米（即1122英尺）。

## 人口
根據2010年美國人口普查的數據，代頓的面積為2.20平方千米，當中陸地面積為2.20平方千米，而水域面積為0.00平方千米。當地共有人口837人，而人口密度為每平方千米380人。